# Marco Cornaro
Marco Cornaro (Veneza, cerca de 1482 – 24 de julho de 1524) foi um cardeal vêneto da Igreja Católica, que foi bispo de Pádua, patriarca latino de Constantinopla e Arcipreste da Basílica de São Pedro.

## Biografia
De família patrícia veneziana, era irmão do cardeal Francesco Cornaro, sênior, tio dos cardeais Andrea Cornaro (1544), Luigi Cornaro (1551) e Federico Cornaro, sênior , O.S.Io.Hieros. (1585). Outros membros da família promovidos ao cardinalato foram Francesco Cornaro, iuniore (1596), Federico Cornaro, iuniore (1626), Giorgio Cornaro (1697) e Giovanni Cornaro (1778).
Foi criado cardeal pelo Papa Alexandre VI no consistório de 28 de setembro de 1500, sendo publicado em 2 de outubro de 1500 e recebeu o título de cardeal-diácono de Santa Maria no Pórtico de Otávia em 5 de outubro do mesmo ano.
Foi administrador apostólico da Diocese de Verona, a partir de 29 de novembro de 1503, onde fundou um seminário para 36 estudantes e ocupou o cargo até sua morte. Eleito bispo de Famagusta, Chipre, em 11 de dezembro de 1503, mas renunciou à sé em 1 de julho de 1504. Nomeado Patriarca Latino de Constantinopla em julho de 1506, renunciou à dignidade em 30 de outubro de 1507, mas foi nomeado novamente após 11 de junho de 1521, permanecendo até sua morte. Por causa da briga entre Veneza e o papa, não foi chamado ao consistório de 22 de março de 1509. Acompanhou o Papa Júlio II, em 2 de janeiro de 1511, até as muralhas de Mirandola, que foi sitiada e capitulou em 20 de janeiro. Nomeado legado da província do Patrimônio de São Pedro em 28 de janeiro de 1512, a legação foi renovada em 1513 e 1514. Ele reconciliou Veneza com o Papa Júlio II.
Optou pela diaconia de Santa Maria em Via Lata em 19 de março de 1513. Foi nomeado bispo de Pádua em 9 de março de 1517. Passou a ser o Arcipreste da Basílica de São Pedro em setembro de 1520 e em 20 de setembro deste mesmo ano, passa a ser o Cardeal-Protodiácono. Nesta condição, anunciou ao povo romano a eleição do novo Papa Adriano VI em 9 de janeiro de 1522 e o coroou na Basílica de São Pedro em 31 de janeiro de 1522 e coroou o novo Papa Clemente VII em 26 de novembro de 1523.
Tendo coroado dois papas, obteve o direito de optar pela primeira sé suburbicária que desocupasse. Após a sua eleição, o Papa Clemente VII deu-lhe de presente o palácio de San Marco. Em 9 de dezembro de 1523, foi nomeado um dos três cardeais encarregados de investigar sobre os luteranos. Optou pela ordem dos cardeais-presbíteros e pelo título de São Marcos, em 14 de dezembro de 1523.
Recebeu a ordenação presbiteral em 1 de abril de 1524, pelo Papa Clemente VII, na Camera Consistorialis. Optou pela ordem dos cardeais-bispos e pela sé suburbicária de Albano, em 20 de maio de 1524 e pela sé suburbicária de Palestrina, em 15 de junho do mesmo ano.
Morreu em 24 de julho de 1524, em Veneza. Foi enterrado na Basílica de São Jorge Maior, mas em 1570, juntamente com outros cardeais de sua família, foi transladado para o transepto esquerdo da capela de San Salvatore na Basílica de São Marcos.

### Conclaves
- 1.º Conclave de 1503 – participou da eleição do Papa Pio III
- 2.º Conclave de 1503 – participou da eleição do Papa Júlio II
- Conclave de 1513 – participou da eleição do Papa Leão X
- Conclave de 1521-1522 – participou da eleição do Papa Adriano VI como cardeal-protodiácono
- Conclave de 1523 – participou da eleição do Clemente VII como cardeal-protodiácono